# پریفرال (مجموعه تلویزیونی)
پِریفِرال (انگلیسی: The Peripheral؛ همچنین پیرامونی یا محیطی) مجموعه تلویزیونی علمی تخیلی آمریکایی است که توسط اسکات اسمیت تهیه و خلق شده‌است. این سریال توسط آمازون تولید شده و بر اساس کتابی با همین عنوان از سال ۲۰۱۴ اثر ویلیام گیبسون ساخته شده‌است. جاناتان نولان و لیزا جوی، خالقان وست‌ورلد، به همراه آتنا ویکهام، استیو هوبان و وینچنزو ناتالی، به عنوان تهیه‌کنندگان اجرایی فعالیت می‌کنند. داستان این سریال آینده‌ای را به تصویر می‌کشد که در آن فناوری به‌طور نامحسوس جامعه را تغییر داده‌است و یک زن ارتباطی پنهانی را با واقعیت جایگزین، و همچنین آینده تاریک خود را کشف می‌کند.
پریفرال نخستین نمایش جهانی خود را در ۱۱ اکتبر ۲۰۲۲ در هتل ایس لس آنجلس انجام داد، و سپس در ۲۱ اکتبر در آمازون پرایم ویدئو منتشرشد. این سریال به دلیل اعتصابات ۲۰۲۳ سگ-افترا و اعتصاب انجمن نویسندگان آمریکا در سال ۲۰۲۳ در اوت ۲۰۲۳ به‌طور کلی لغو شد، زیرا آمازون پرایم ویدیو تصمیم گرفت فصل دوم را ادامه ندهد.

## بازیگران و شخصیت‌ها

### اصلی
- کلویی گریس مورتس در نقش فلین فیشر
- گری کار در نقش ویلف نترتون
- جک رینور در نقش برتون فیشر
- جی‌جی فیلد در نقش لو زوبوف
- تی‌نیا میلر در نقش شریسه نولند
- لوئیس هرتوم در نقش کوربل پیکت
- کیتی لیانگ در نقش اَش
- ملیندا پیج همیلتون در نقش اِلا فیشر
- کریس کوی در نقش جاسپر بیکر
- الکس هرناندز در نقش تامی کنستانتین
- جولیان مور کوک در نقش اوسیان
- آدلیند هوران در نقش بیلی آن بیکر
- آستین رایزینگ در نقش لئون
- الی گوری در نقش کانر پنسکه
- شارلوت رایلی در نقش اِلیتا وِست
- الکساندرا بلینگ در نقش کارآگاه آینسلی لوبیر

### تکرارشونده
- مو لار-اِل در نقش ریس
- سوفیا اِلی در نقش کودکیِ اِلیتا
- هانا آرترتون در نقش دی دی
- ایندیا مالن در نقش مری پیکت
- هریسون گیلبرتسون در نقش اَتیکوس
- دوک دیویس رابرتز در نقش کَش
- پاپی کوربی توچ در نقش ماریل رافائل
- کلیر کوپر در نقش دومینیکا زوبوف
- آنجلی محیندرا در نقش بئاتریس
- امبر رز روا در نقش گریس

## تولید

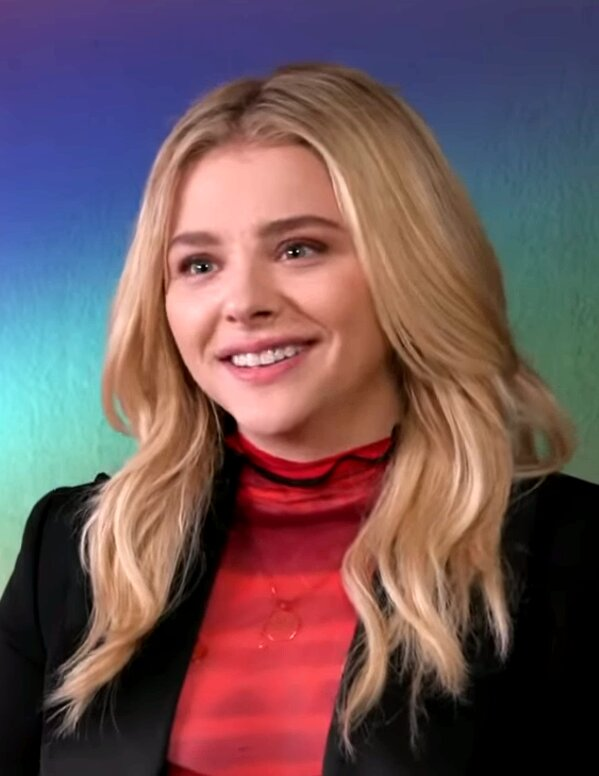
بازیگر نقش اصلی فیلم کلویی گریس مورتس

### توسعه
در آوریل ۲۰۱۸، یک سریال تلویزیونی اقتباسی از رمان پریفرال اثر ویلیام گیبسون توسط لیزا جوی و جاناتان نولان خالقان وست‌ورلد برای آمازون با تعهد فیلمنامه به سریال اعلام شد. در آوریل ۲۰۱۹ اعلام شد که جوی و نولان یک قرارداد کلی در آمازون استودیوز امضا کرده‌اند، و پروژه در اواسط نوامبر ۲۰۱۹ سفارش مستقیم‌به‌سریال را دریافت کرد. از تهیه‌کنندگان اجرایی آن فراتر از جوی و نولان، می‌توان به آتنا ویکهام، استیو هوبان و وینچنزو ناتالی اشاره کرد. این سریال دارای قسمت‌های یک‌ساعته است که توسط کیلتر فیلمز و از طریق آمازون استودیوز توسعه یافته‌است. استودیوهای تلویزیون برادران وارنر همچنین با اسکات اسمیت به عنوان نویسنده، تامین‌کننده و تهیه‌کننده خدمت کردند. اسمیت این سریال را خلق کرد، در حالی که به عنوان مجری برنامه و شورانر نیز خدمت کرده‌است. ناتالی کارگردانی قسمت آزمایشی را بر عهده داشت. در ۳۰ مارس ۲۰۲۱، گرگ پلاژمن به عنوان تهیه‌کنندهٔ اجرایی به سریال پیوست و به عنوان مجری برنامه جایگزین اسمیت شد.
این سریال به دلیل اعتصابات ۲۰۲۳ سگ-افترا و اعتصاب انجمن نویسندگان آمریکا در سال ۲۰۲۳ در اوت ۲۰۲۳ به‌طور کلی لغو شد، زیرا آمازون پرایم ویدیو تصمیم گرفت فصل دوم را ادامه ندهد.

### بازیگران
در اکتبر ۲۰۲۰، اعلام شد که کلویی گریس مورتس برای نقش اصلی فلین فیشر انتخاب شده‌است، و گری کار نیز به بازیگران اصلی پیوسته‌است. جک رینور در مارس ۲۰۲۱ در نقش اصلی به سریال پیوست و ماه بعد، الی گوری، شارلوت رایلی، جی‌جی فیلد، آدلیند هوران، تی‌نیا میلر و الکس هرناندز به بازیگران اصلی اضافه شدند. در ژوئن ۲۰۲۱، لوئیس هرتوم، کریس کوی، ملیندا پیج همیلتون، کیتی لیانگ و آستین رایزینگ در نقش‌های تکرارشونده به بازیگران پیوستند. در ژوئیهٔ ۲۰۲۱، الکساندرا بلینگ در نقشی تکرارشونده به بازیگران پیوست.

### فیلم‌برداری
تصویربرداری اصلی این مجموعه در ۳ مهٔ ۲۰۲۱ در لندن، انگلستان آغاز شد. فیلم‌برداری در ۲۴ سپتامبر به مارشل، کارولینای شمالی منتقل‌شد، و تولید فصل اول در ۵ نوامبر ۲۰۲۱ به پایان رسید.

## قسمت‌ها
| شم. | عنوان                 | کارگردان       | نویسنده                                                             | تاریخ پخش اصلی |
| --- | --------------------- | -------------- | ------------------------------------------------------------------- | -------------- |
| ۱ | «پایلوت»              | وینچنزو ناتالی | اسکات اسمیت                                                         | ۲۱ اکتبر ۲۰۲۲  |
| در لندن در سال ۲۰۹۹ ویلف نترتون با دختر جوانی به نام اِلیتا ملاقات می‌کند، که مأموریت خود را «نجات‌دادن یک دنیا» می‌نامد و سپس از بدن آن دختر خارج می‌شود. در سال ۲۰۳۲ در کوهستان بلو ریج، فلین، زن جوانی است که با مادر نابینا و برادرش برتون در خانهٔ خود زندگی می‌کند. برتون که یک سرباز سابق ارتش ایالات متحده است، درآمد خود را اکنون از طریق بازی‌های ویدئویی واقعیت مجازی حاصل می‌کند، که در واقع بیشتر اوقات توسط فلین بازی می‌شود که از آواتار برادرش استفاده می‌کند و مهارت‌های بالاتری دارد. برتون بعداً فناوری جدیدی را در قالب یک هدست برای آزمایش دریافت می‌کند که برای تست‌کردن آن مبلغ هنگفتی دریافت خواهد کرد. فلین به دلیل مهارت‌هایش نخستین تست آن را انجام می‌دهد. او خود را در آواتار برادرش بر روی یک موتورسیکلت در دنیایی بیگانه می‌یابد که در آن فردی به نام اِلیتا به او دستور به انجام مأموریتی برای دزدیدن یک زن را می‌دهد. فلین سپس به سوی اِلیتا هدایت می‌شود، که مأموریت او را تمام می‌کند و او را به بدنش برمی‌گرداند. روز بعد فلین دوباره وارد این دنیا می‌شود و خود را روی صندلی جراحی می‌یابد، جایی که اِلیتا چشم چپ او را از حدقه بیرون می‌آورد و با چشم زنی که دزدیده بود جایگزین می‌کند. آن‌ها سپس به ساختمان شرکت «آر.آی.» نفوذ می‌کنند و با یک آسانسور ده‌ها طبقه به زیر زمین می‌روند و با هرمی مرموز آویخته از سقف روبرو می‌شوند. پس از اسکن‌کردن چشم راستش، فلین برای مواجهه با یک نگهبان فرستاده می‌شود. در طول جنگ اِلیتا فرار می‌کند اما نگهبان در نهایت فلین را می‌کشد و او را به بدن واقعی‌اش بازمی‌گرداند، جایی که با عواقب فیزیکی ناشی از این سفر روبرو می‌شود. فلین بعداً توسط ویلف تماس گرفته می‌شود که به او در مورد گروهی از سربازان ویژهٔ سابق هشدار می‌دهد که برای کشتن او و خانواده‌اش از طریق دارک وب اعزام شده‌اند. او به خانه بازمی‌گردد و موضوع را به برادرش و دوستان او اطلاع می‌دهد. |                       |                |                                                                     |                |
| ۲ | «پاداش همدلی»         | وینچنزو ناتالی | اسکات اسمیت                                                         | ۲۱ اکتبر ۲۰۲۲  |
| برتون و دوستانش با هک‌کردن پهپادهای سربازان اجیرشده وارد نبردی با اسلحه‌های سنگین می‌شوند که در طول آن با همراهی کانر، تمام مزدوران کشته می‌شوند. در جایی دیگر ویلف مأموریت داده می‌شود تا فلین را که برایش یک «پریفرال» ترتیب داده شده‌است، به خود جلب کند. فلین از هدست استفاده می‌کند و خود را در بدن اصلی‌اش می‌یابد و با ویلف روبرو می‌شود که از او در مورد آخرین موقعیت «اِلیتا وست» می‌پرسد. او سپس فلین را به بیرون هدایت می‌کند و فاش می‌کند که اینجا در واقع واقعیت مجازی نیست بلکه لندن در سال ۲۱۰۰ است که فلین از طریق تونل‌زنی کوانتومی با استفاده از نوعی انتقال داده به آن دسترسی دارد. او برای تأیید ادعای خود به فلین مشخصاتی در مورد دارویی می‌دهد که می‌تواند مادرش را شفا دهد، که او بعداً به مادرش تزریق می‌کند. فلین سپس دوباره وارد این دنیا می‌شود و ویلف و تمیش توضیحاتی در مورد وجود او در آن دنیا به او می‌دهند. او قانع نمی‌شود و می‌گوید که هر وقت مادرش شفا داده شود، در مورد اِلیتا صحبت خواهد کرد. او پس از بازگشت به برادرش در این مورد توضیح می‌دهد و با استفاده از شماره‌های لاتاری از آینده ۲۵۰٫۰۰۰ دلار برنده می‌شوند. در جایی دیگر، کوربل در درون یک واقعیت مجازی با فردی روبرو می‌شود که به او پشنهاد قتل فلین و برادرش را برای ۱۰ میلیون دلار می‌دهد که یک‌چهارم آنرا فوراً دریافت می‌کند. در هنگام شب، فلین صدایی می‌شنود و مادرش را در آشپزخانه می‌یابد که از نابینایی و تومور خود شفا یافته‌است. |                       |                |                                                                     |                |
| ۳ | «رانش بساوائی»        | آلریک رایلی    | اسکات اسمیت                                                         | ۲۸ اکتبر ۲۰۲۲  |
| ۴ | «جکپات»               | آلریک رایلی    | داستان : برانوین گاریتی نمایشنامۀ تلویزیونی : اسکات اسمیت           | ۴ نوامبر ۲۰۲۲  |
| ۵ | «باب را چه‌کارش کنیم؟» | وینچنزو ناتالی | جیمی چن                                                             | ۱۱ نوامبر ۲۰۲۲ |
| ۶ | «فاک یو اند ایت شیت»  | وینچنزو ناتالی | گرگ پلاژمن و اسکات اسمیت                                            | ۱۸ نوامبر ۲۰۲۲ |
| ۷ | «دوداد»               | آلریک رایلی    | جیمی چن و اسکات اسمیت                                               | ۲۵ نوامبر ۲۰۲۲ |
| ۸ | «ایجاد هزاران جنگل»   | آلریک رایلی    | داستان : اسکات اسمیت نمایشنامۀ تلویزیونی : اسکات اسمیت و گرگ پلاژمن | ۲ دسامبر ۲۰۲۲  |

## انتشار
کالبد نخستین نمایش جهانی خود را در ۱۱ اکتبر ۲۰۲۲ در هتل ایس لس آنجلس انجام داد، پیش از آنکه در ۲۱ اکتبر ۲۰۲۲ در آمازون پرایم ویدئو منتشر شود. مانند سایر برنامه‌های آمازون، قسمت‌ها زمان در نیمه‌شب شرقی پخش می‌شوند، بنابراین از نظر فنی تاریخ انتشار یک روز پیش برای مخاطبان اقیانوس آرام است.

## بازخورد
در وبسایت بازبینی‌خوانی راتن تومیتوز، ۷۷٪ از ۵۲ بررسی منتقدین مثبت است و این سریال میانگینِ امتیاز ۶٫۶/۱۰ را در اختیار دارد. اجماع این وب‌سایت چنین می‌نویسد: «در حاشیه‌های این چشم‌انداز علمی‌تخیلی، روایت قانع‌کننده‌ای وجود دارد، اما تمرکز تک‌نگر پریفرال ایده‌های بلندش را به قیمت شخصیت‌ها یا انسجام تمام می‌کند.» این سریال در متاکریتیک، که از میانگین وزنی استفاده می‌کند، بر اساس نظر ۲۰ منتقد امتیاز ۵۷ از ۱۰۰ را کسب کرده که نشان‌گر «نقدهای مختلط یا متوسط» است.